# Görvälns gårdsmuseum
Görvälns gårdsmuseum är ett hembygdsmuseum vid Görvälns gård och slott på Görvälnsvägen i Järfälla kommun i Stockholms län.
Parken vid Görvälns slott har gamla anor. Både slottet och slottsparken är en ovanligt väl bevarad gårdsanläggning.
Görvälns gårdsmuseum är ett av museerna som handhas av Järfälla hembygdsförening och Järfälla Kultur. De övriga museerna som Järfälla hembygdsförening har hand om är Järfälla hembygdsmuseum och Koffsanmuseet, båda i Jakobsbergs bibliotek och Bolindermuseet i Folkets hus, Kallhäll. 
Görvälns gårdsmuseum invigdes på Görvälndagen i juni 1998. Museet ligger i det gamla finvagnslidret till Görvälns gård. Ett vagnslider brukar vara en enklare byggnad, där man förvarar jordbruksredskap och vagnar som hör till gården.
Till Görvälns gård hör också ett grovvagnslider och den byggnaden ligger bakom stallbyggnaden. Finvagnslidret disponeras av Järfälla hembygdsförening, som där förvaltar dels kommunens samling av redskap från jordbruksepoken på Görväln, dels egna föremål.
Under 1990-talet renoverade en arbetsgrupp i hembygdsföreningen vagnarna och slädarna i finvagnslidret.
Till Görvälns gård och slott hör också en park, Görvälns slottspark. Alléerna i parken har träd från 1700-talet.
Träden har restaurerats på senare tid och parken har ett arboretum, dvs en trädsamling, från slutet av 1800-talet. Parken utanför Görvälns gårdsmuseum har kompletterats med en rhododendrondal, en friluftsscen och en skulpturpark, Görvälns skulpturpark.
Föremål som visas i museet:
- Vagnar och slädar i olika modeller
- Jordbruksredskap, t.ex. liar, räfsor, plogar, äggkläckningsmaskin
- Skogsbruksredskap, t.ex. motorsåg, andra sågar, yxor, spett, rävsax (rävsax är en fälla, dvs ett slags jaktredskap)
- Snickarverktyg, t.ex. hyvlar, sågar, stämjärn, tänger
- Hästutrustningar, t.ex. sadlar, betsel, grimmor
- Handkvarn, upphittad på Lädersättra gårdstomt i Kallhäll vid utgrävningar 2010
- Interntelefon, Siemens AB, från Görvälns slott

## Bildgalleri Görvälns gårdsmuseum

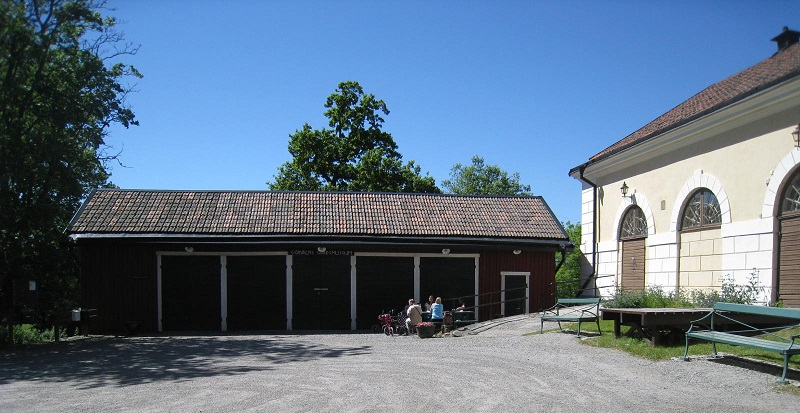
Görvälns gårdsmuseum ligger i det gamla "Finvagnslidret" vid Görvälns slott. Byggnaden ligger i vinkel med stallet, som är byggt i empirestil.
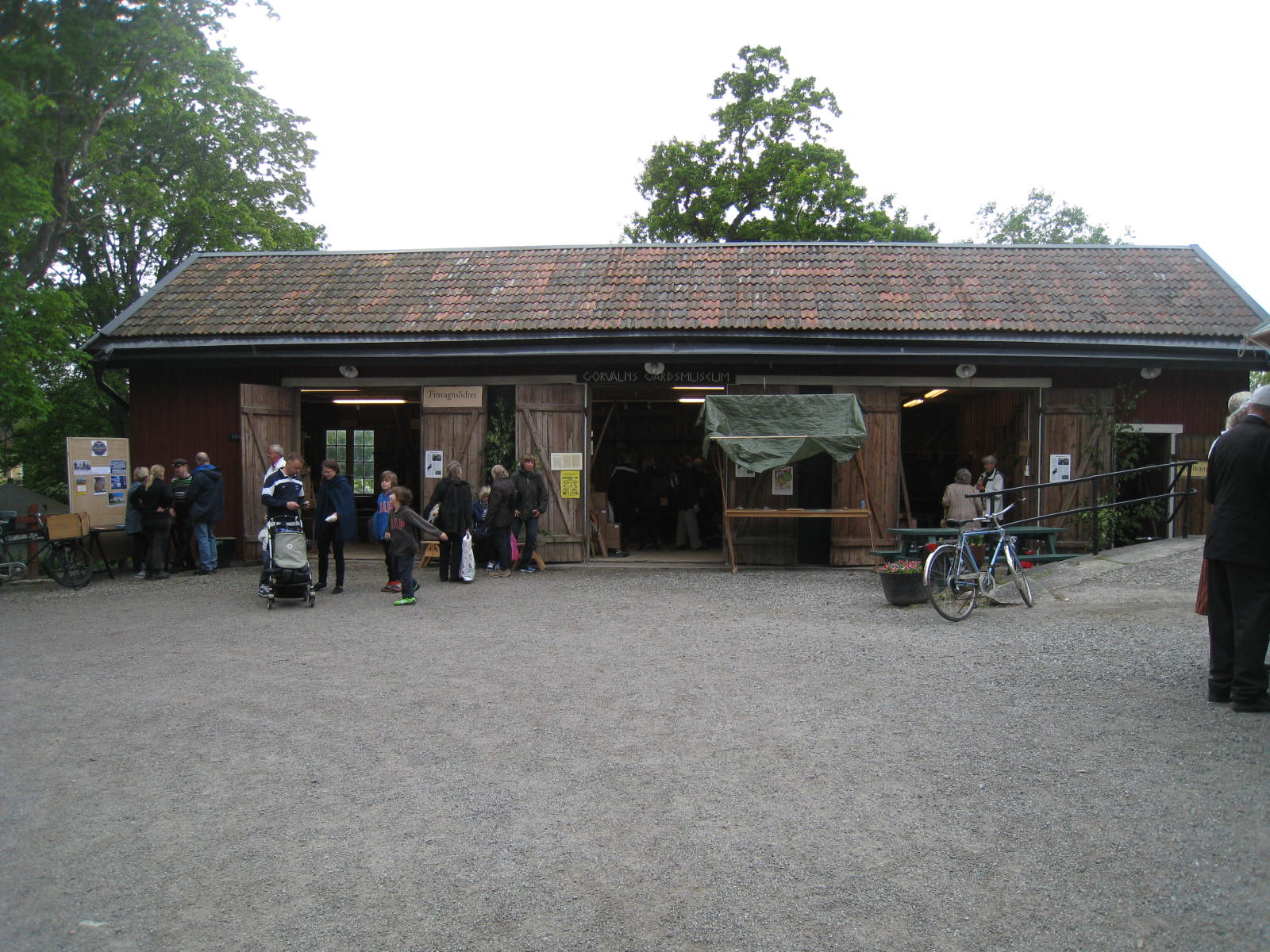
Görvälns gårdsmuseum på Görvälndagen den 6 juni 2015.
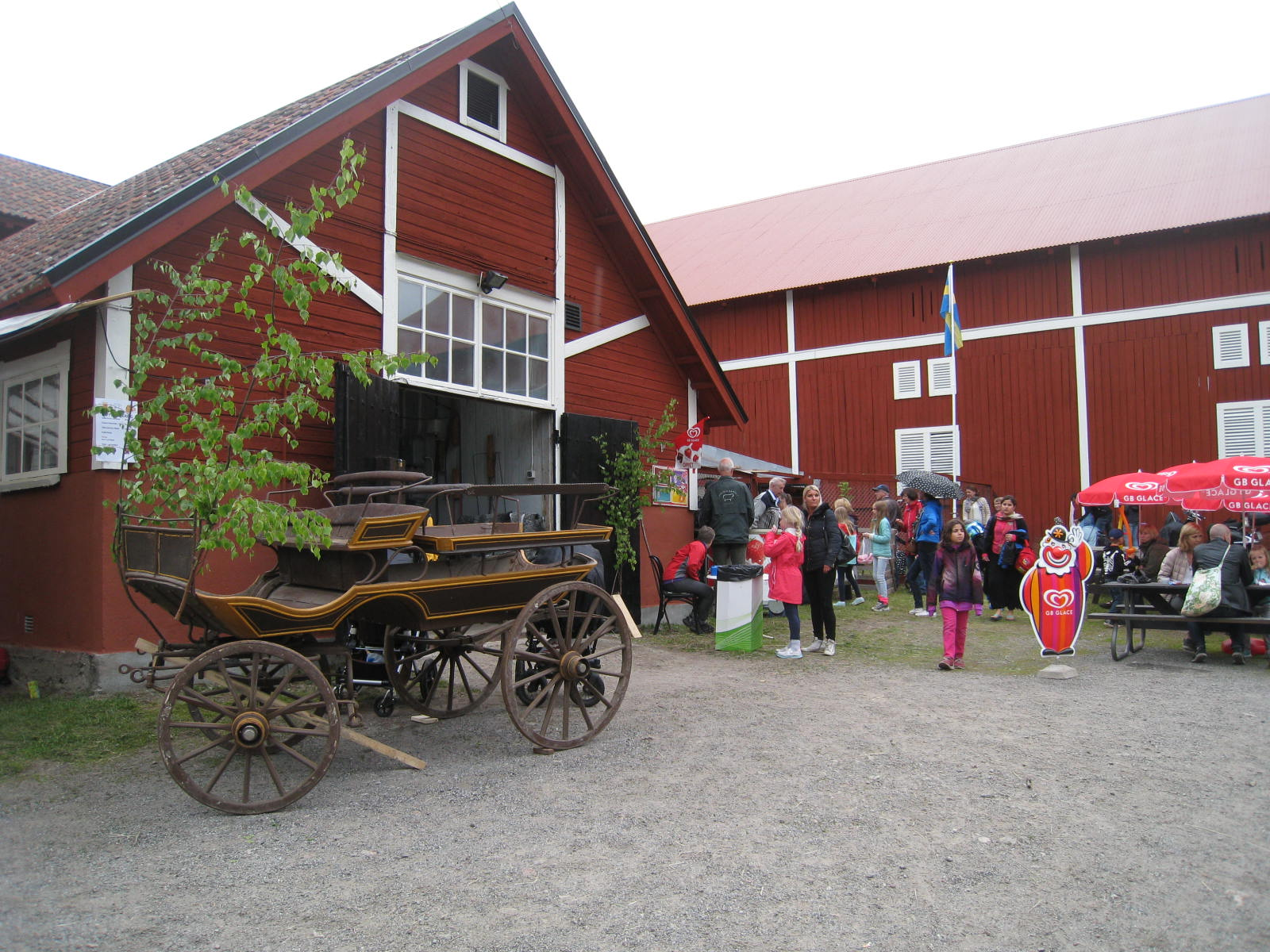
En större vagn ur "Finvagnslidret" visas på Görvälndagen.
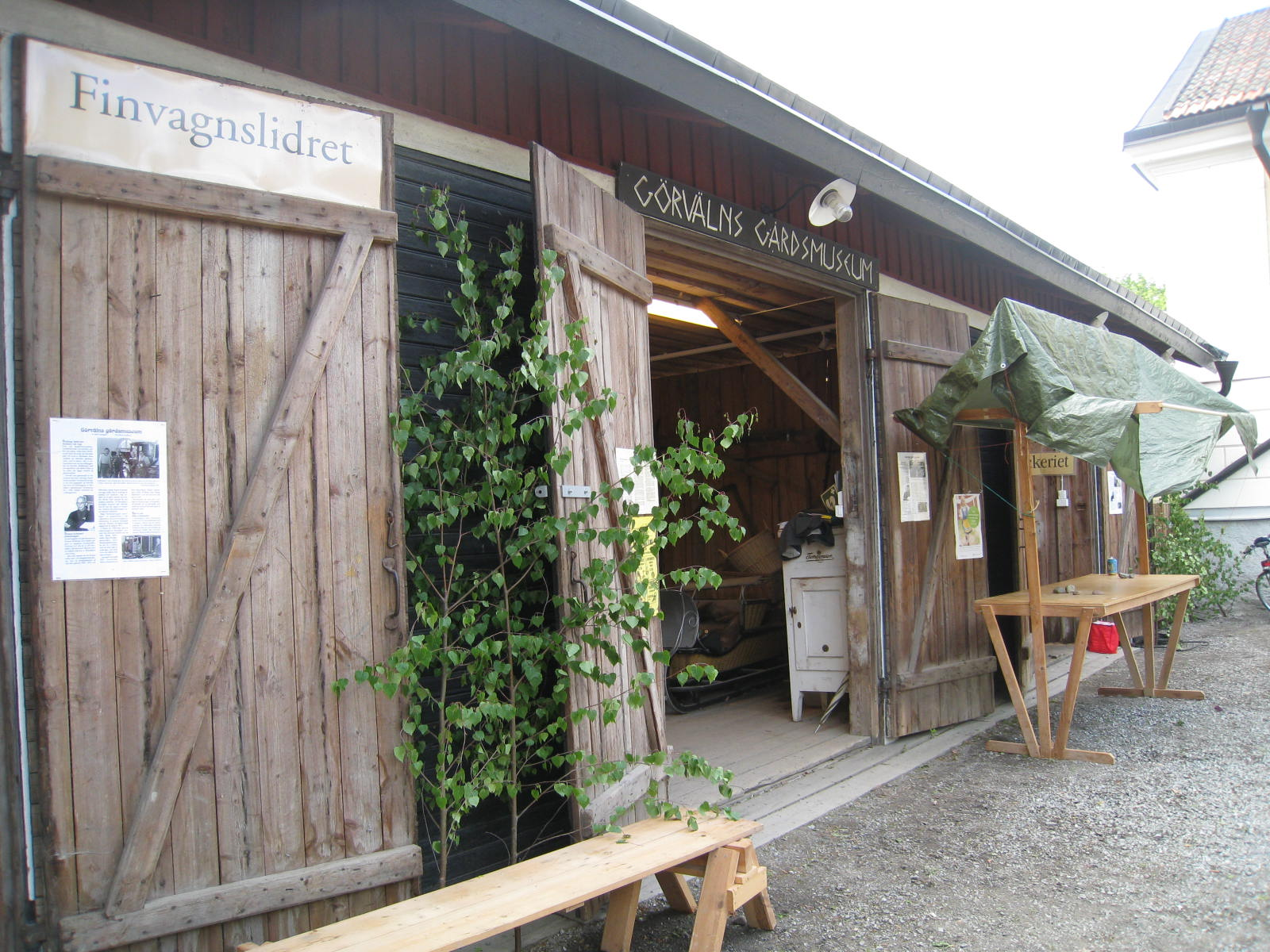
Dörrarna står öppna till "Finvagnslidret" vid Görvälns gårdsmuseum.
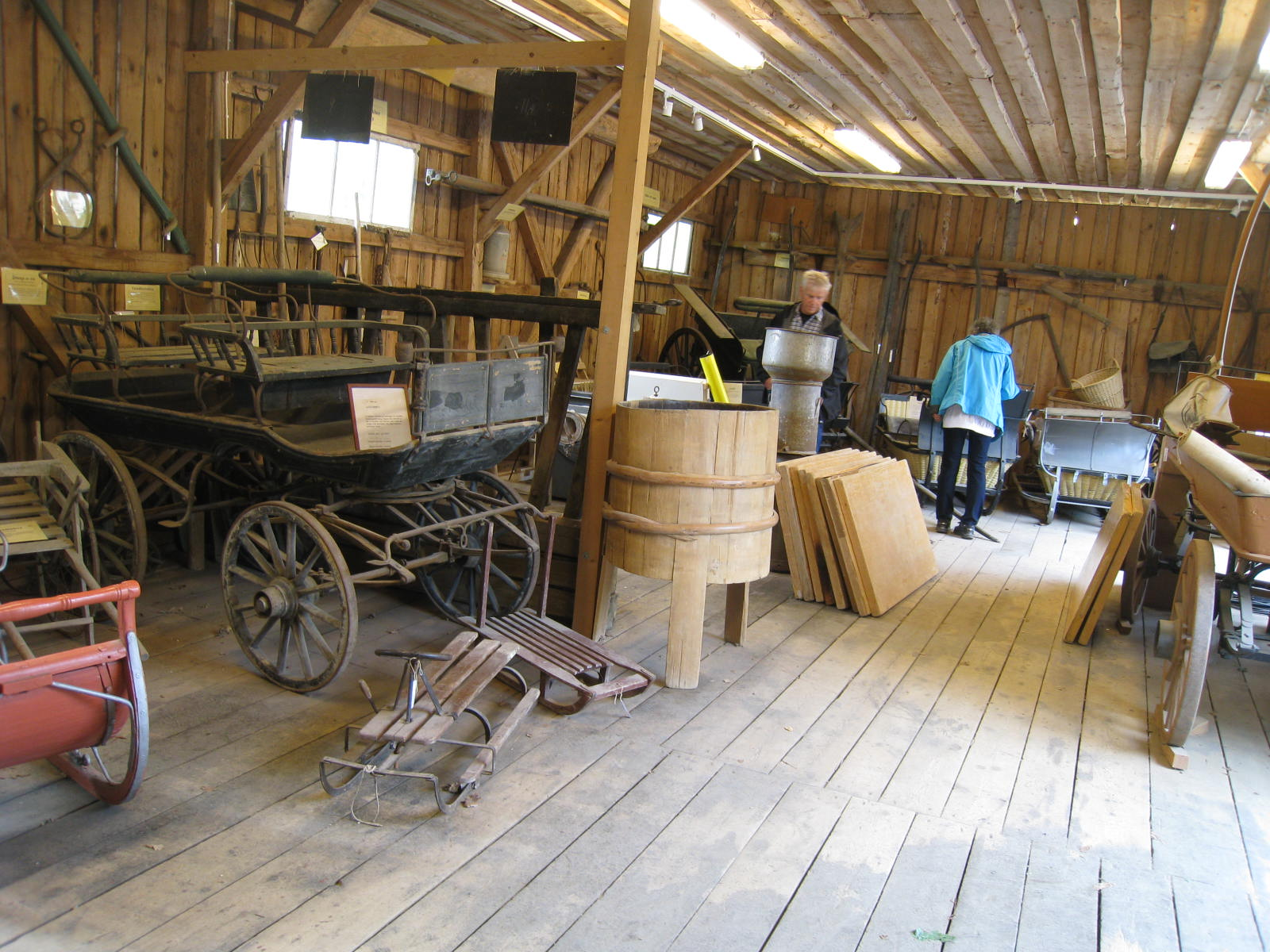
Vagnar och kälkar i olika modeller
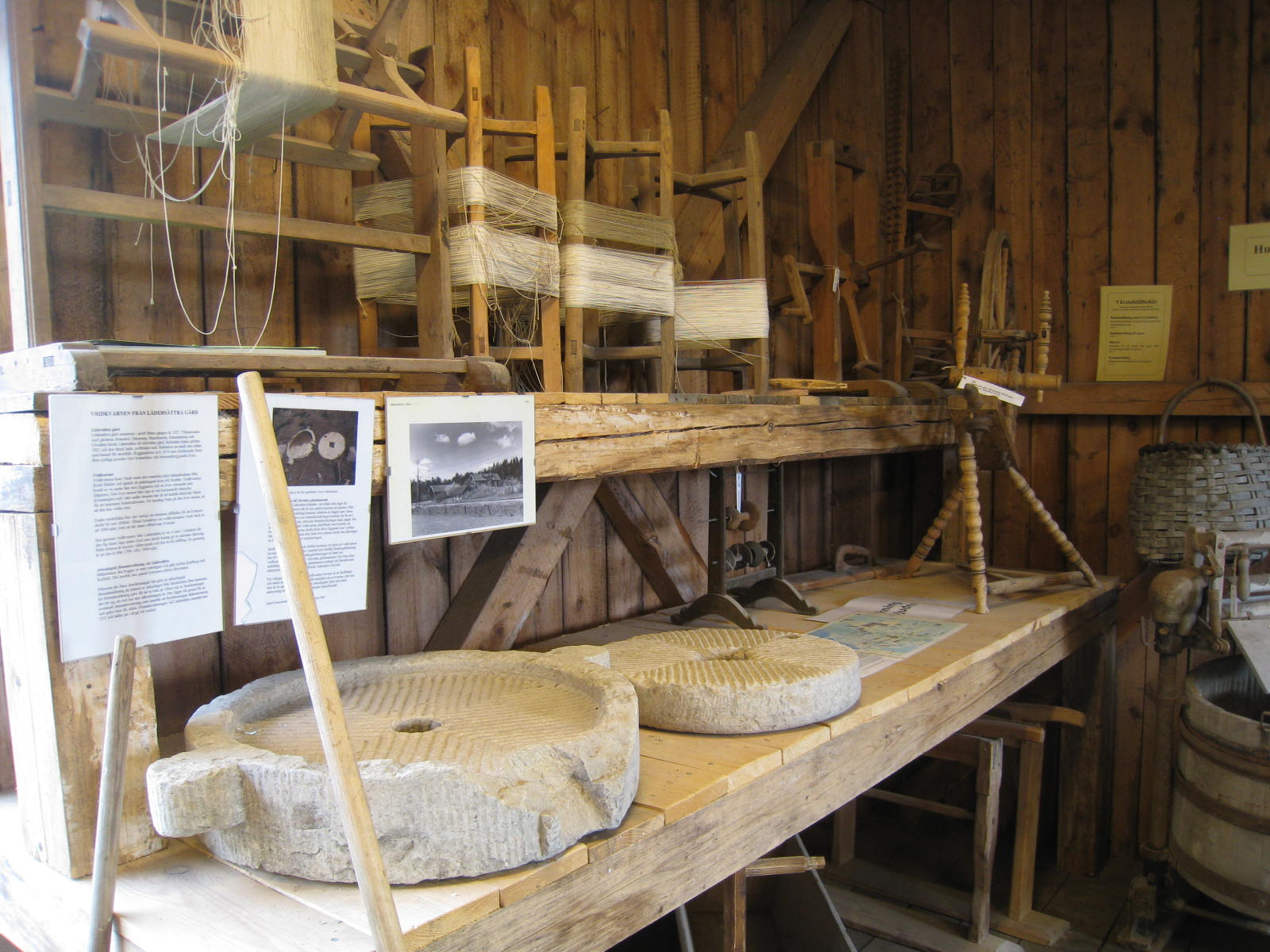
Den upphittade handkvarnen, kvarnstenen, från Lädersättra gårdstomt.
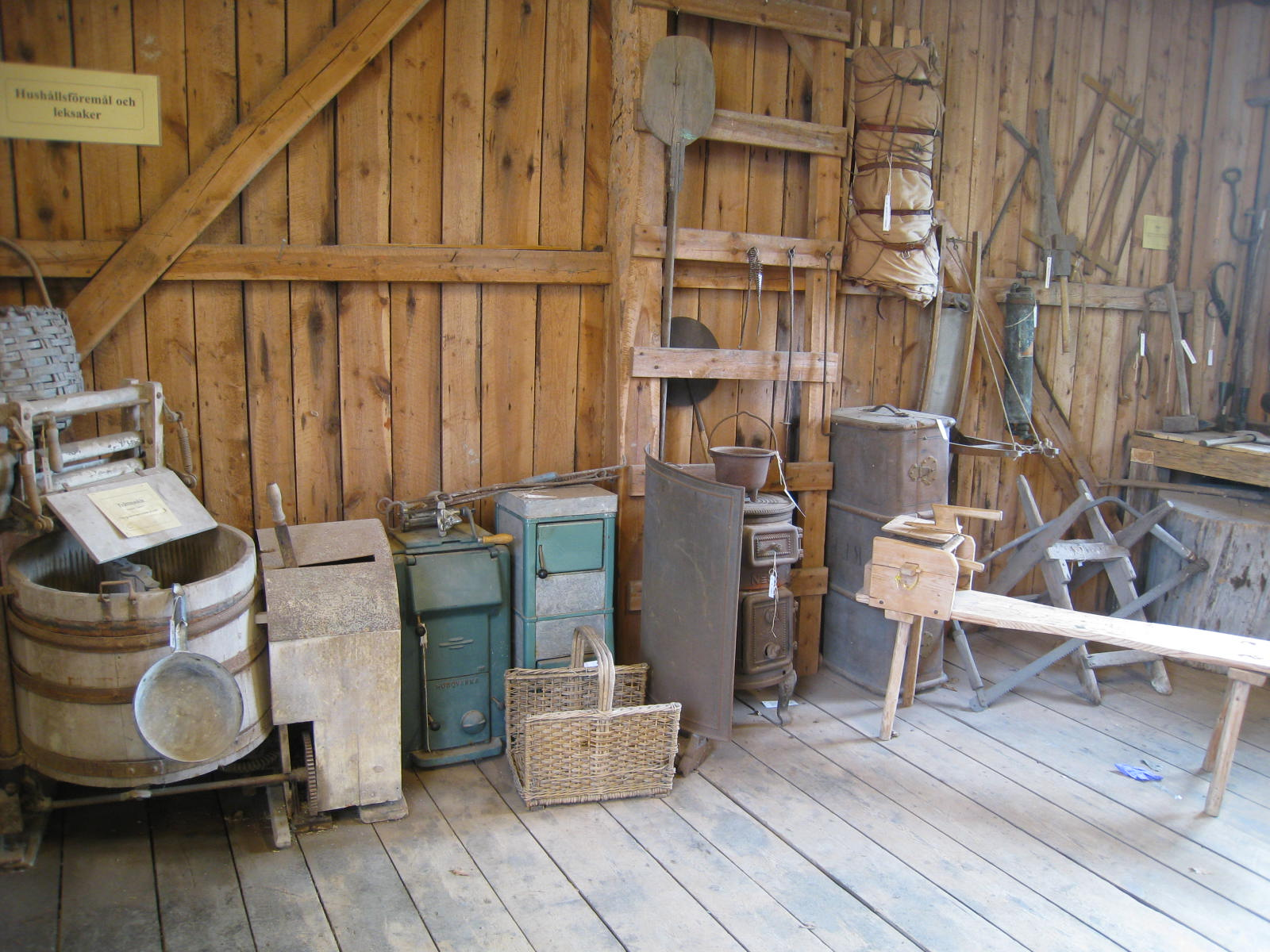
Äldre spisar och bykkar med mera.
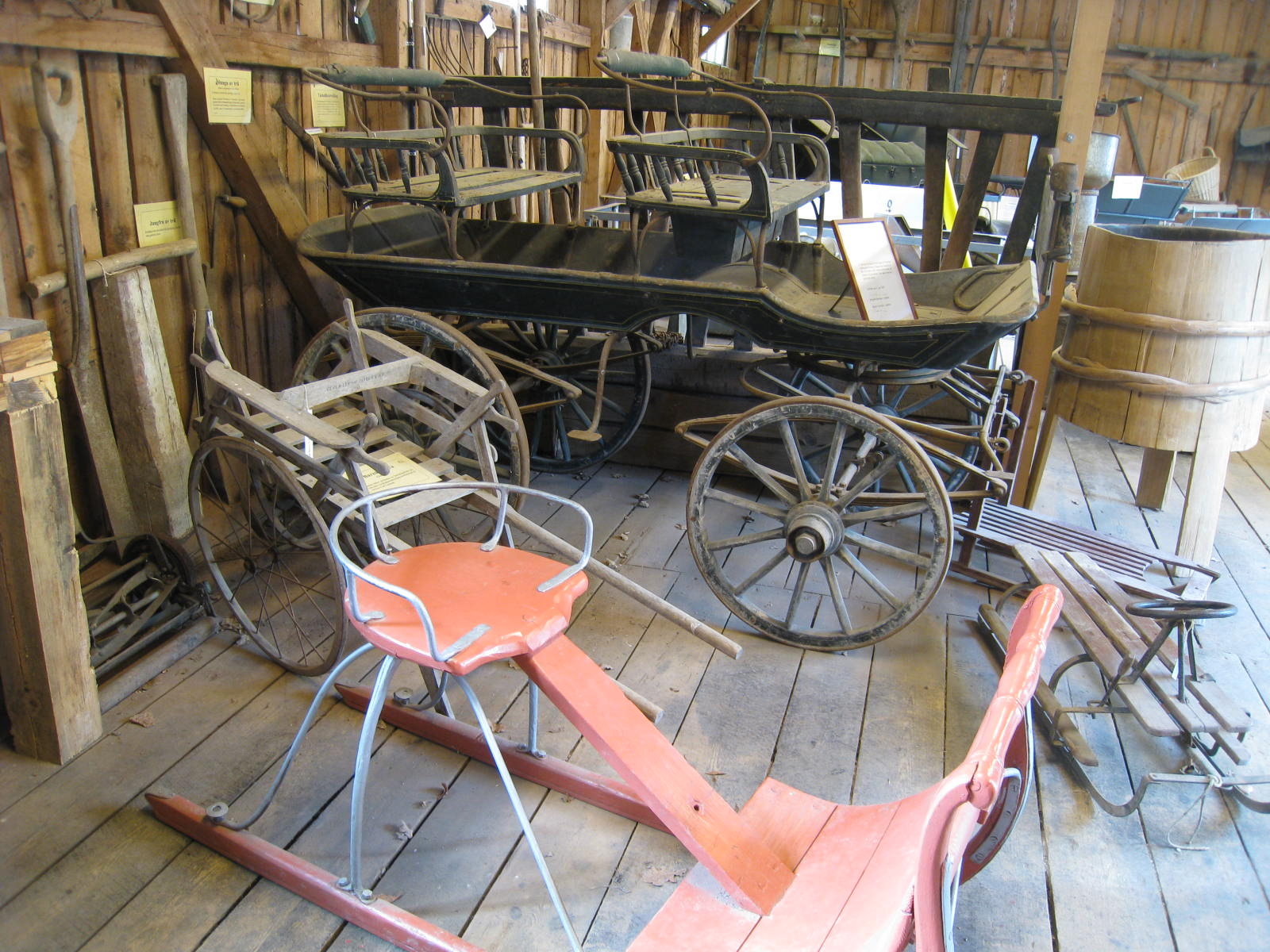
Finvagnar.
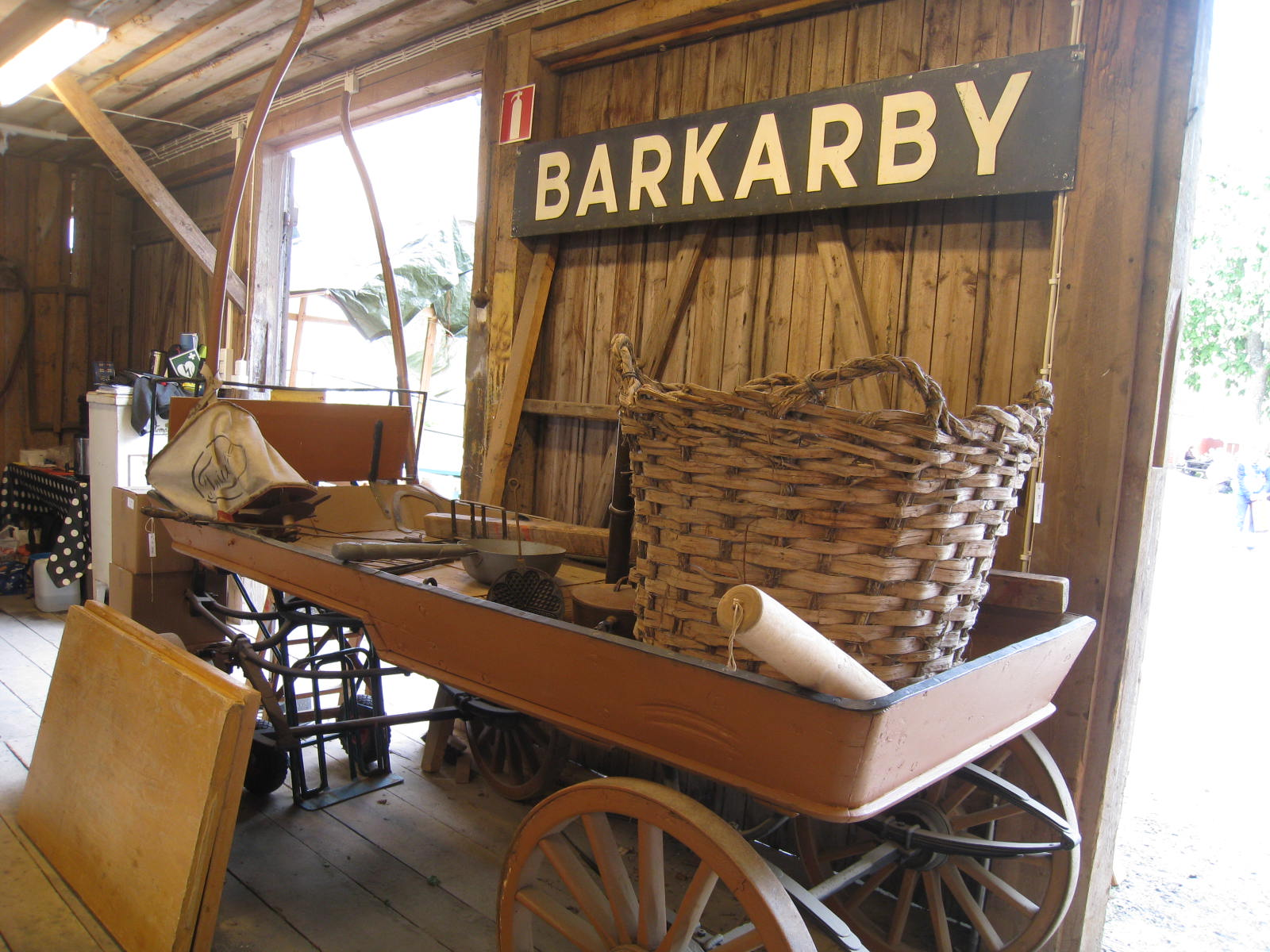
Vagn och skylt med "Barkarby" från Barkarby station, som ursprungligen öppnades år 1878 av SWB, dvs Stockholm–Västerås–Bergslagens Järnvägar.
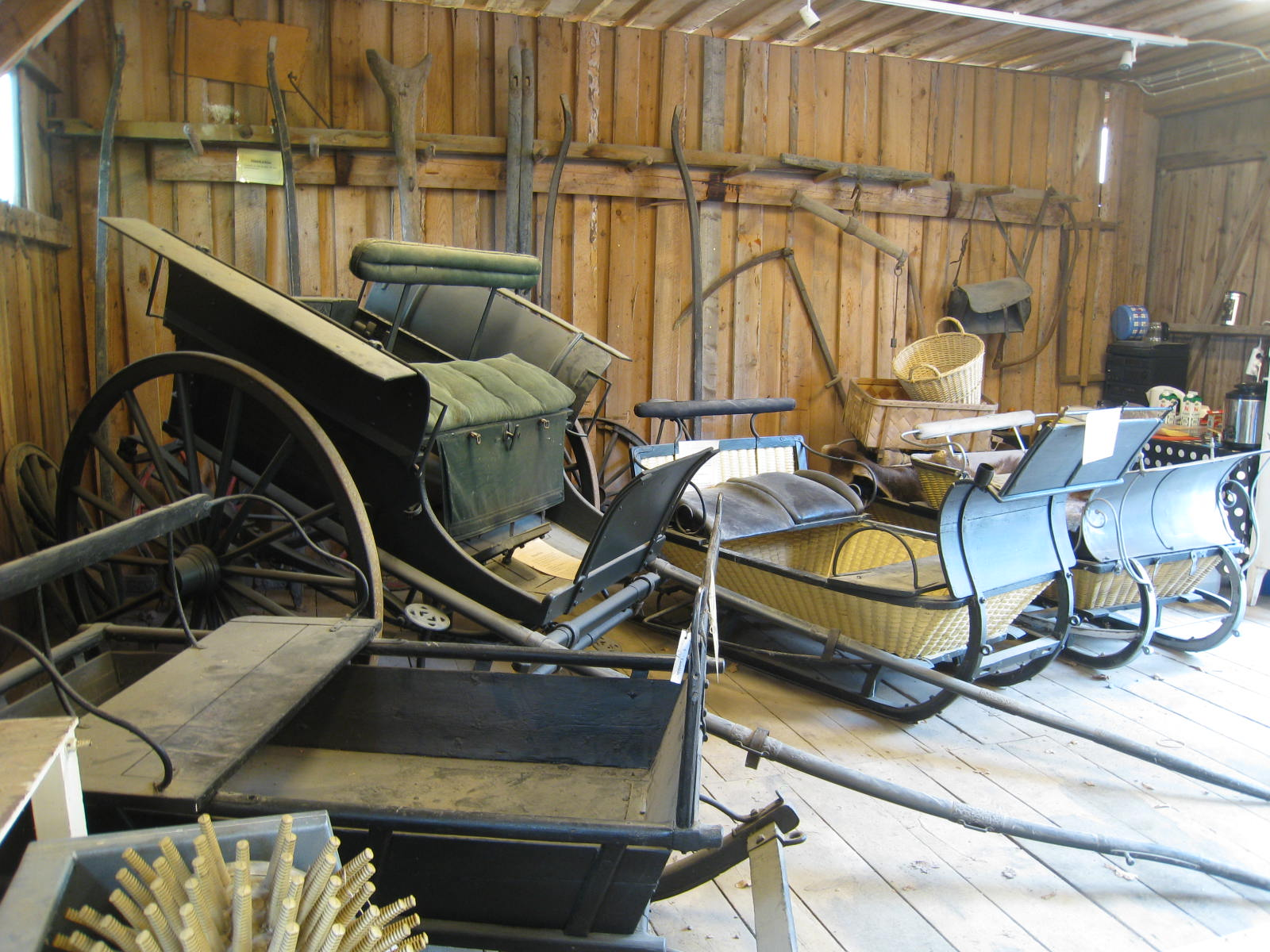
Vagnar och slädar.
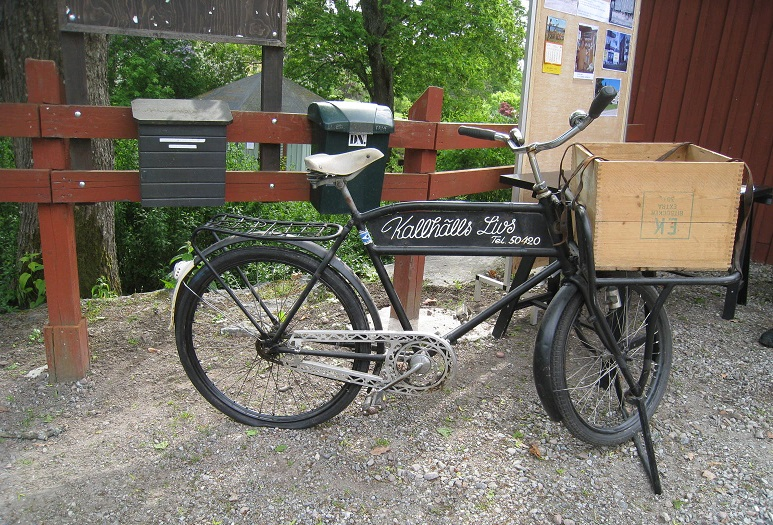
Äldre varutransportcykel från Kallhälls livs.

## Källa
- Wikimedia Commons har media som rör Görvälns gårdsmuseum.
- Museer i Järfälla, Järfälla Hembygdsmuseum, Järfälla Kultur.